# NGC 7814
NGC 7814 (другие обозначения — Caldwell 43, PGC 218, UGC 8, MCG 3-1-20, ZWG 456.24, KUG 0000+158) — спиральная галактика в созвездии Пегас, находящаяся примерно в 40 миллионах световых лет от нас. Видна с Земли с ребра.

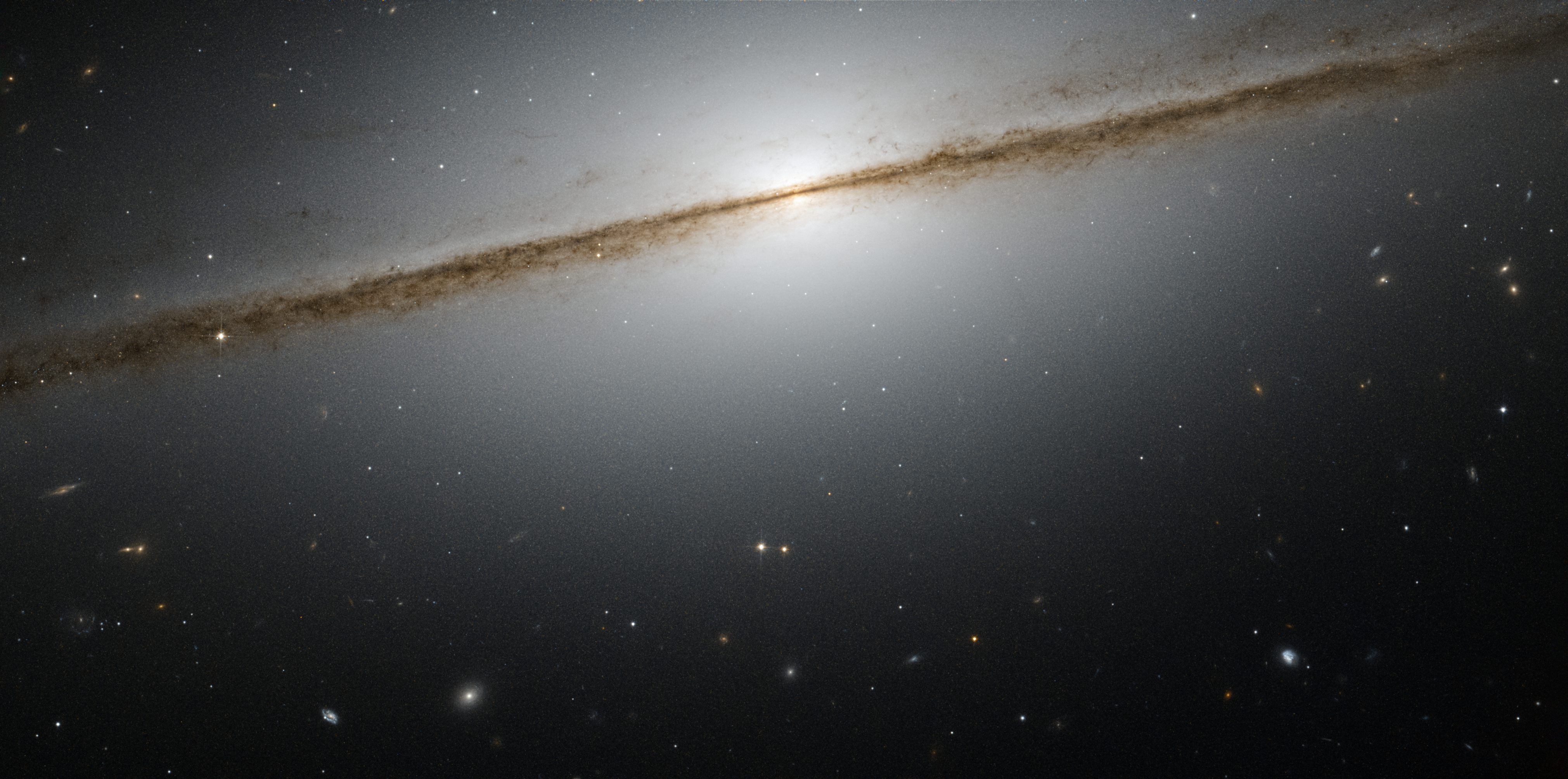
NGC 7814

Этот объект входит в число перечисленных в оригинальной редакции «Нового общего каталога».

## Особенности
Включена в Каталог Колдуэлла (собрание из 109 ярких и примечательных объектов глубокого космоса, предназначенное для любителей астрономии) под номером 43.
1 июля 2021 года в галактике обнаружена сверхновая типа Ia до максимума блеска, как объект со звёздной величиной +15,7m. Сверхновая, получившая обозначение SN 2021rhu, открыта на Паломарской обсерватории в рамках проекта Zwicky Transient Facility с помощью 1,2-м камеры Шмидта имени Самуэля Ошина.